# IC 3314
IC 3314 је елиптична галаксија у сазвјежђу Береникина коса која се налази на листи објеката дубоког неба у Индекс каталогу.
Деклинација објекта је + 23° 35' 30" а ректасцензија 12h 25m 31,4s. Привидна величина (магнитуда) објекта IC 3314 износи 16,1 а фотографска магнитуда 17,1. IC 3314 је још познат и под ознакама NPM1G +23.0289, PGC 1690073.